# TNC 45

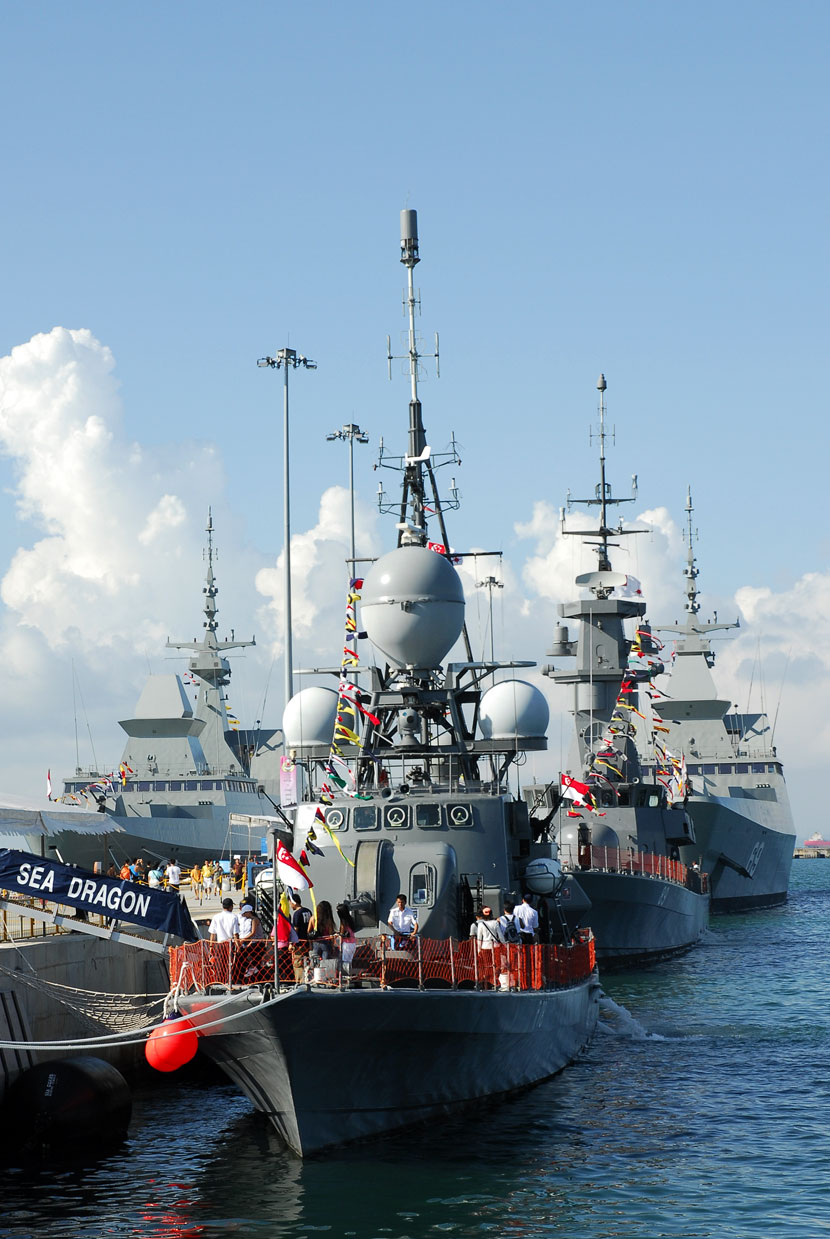
Lancha Sea Dragon de Singapur

El TNC 45 es un diseño de lancha rápida de ataque del astillero alemán Lürssen. Desde la década de 1970, se han construido 29 unidades para siete países distintos.

## Características
Las lanchas TNC 45 son construidas por el astillero alemán Lürssen en Vegesack.
Desplazan 265 t a plena carga, su eslora mide 44,9 m, su manga 4,7 m y su calado 2,3 m. Su propulsión consiste en cuatro motores diésel de 14 000 bhp de potencia, que le permiten desarrollar hasta 37 nudos de velocidad.
Su armamento varía según el cliente. El grupo adquirido por Baréin en los años ochenta carga cuatro lanzadores Exocet MM 40, un cañón de calibre 76 mm, dos cañones de 40 mm y tres ametralladoras de 7,62 mm.

## Operadores

### Argentina
- Argentina. Originalmente, este país planeaba comprar cuatro pero terminó adquiriendo solamente dos —en 1974.[1] Durante la guerra de las Malvinas, operaron en la zona de la isla de los Estados. En 2020, permanecían en servicio con el Área Naval Austral, en la Base Naval Ushuaia.[5][6]
  - ARA Intrépida (P-85)
  - ARA Indómita (P-86)

### Baréin
- Baréin. Dos adquiridas en 1979 —entregados en 1984— y otras dos en 1985 —entregados en 1986 y 1989.[4]
  - Ahmad el Fateh (20)
  - Al Jaberi (21)
  - Abdul (23)
  - Al Tameelah (24)

### Emiratos Árabes Unidos
- Emiratos Árabes Unidos. En 1979, este país adquirió seis unidades equipadas con misiles antibuque Exocet MM 40.[7]
  - Baniyas (P-4501)
  - Marban (P-4502)
  - Rodqum (P-4503)
  - Shaheen (P-4504)
  - Saqar (P-4505)
  - Tarif (P-4506)

### Ghana
- Ghana. Dos compradas en 1979. Su armamento son dos cañones de calibre 40 mm y dos ametralladoras de 7,62 mm.[8]
  - Dzata (P-26)
  - Sebo (P-27)

### Indonesia
- Indonesia. Incorporadas entre 1959 y 1960.[9]
  - Beruang (652)
  - Harimau (654)
  - Anoa (655)

### Kuwait
- Kuwait
  - Al Boom (P-4501)
  - Al Betteel (P-4503)
  - Al Sambouk (P-4505)
  - Al Saadi (P-4506)
  - Al Abdali (P-4509)
  - Al Mubareki (P-4511)

Incorporadas en 1980. Tras la invasión de Kuwait de 1990, la lancha Al Sambouk huyó a Baréin mientas que el resto cayó capturado por la Armada de Irak. Todas fueron hundidas o gravemente dañadas durante la subsecuente guerra del Golfo.

### Singapur
- Singapur[12]
  - Sea Wolf (P-76)
  - Sea Lion (P-77)
  - Sea Dragon (P-78)
  - Sea Tiger (P-79)
  - Sea Hawk (P-80)
  - Sea Scorpion (P-81)